# Ratpenat negre de la Sonda
El ratpenat negre de la Sonda (Myotis ater) és una espècie de ratpenat de la família dels vespertiliònids. Viu a Indonèsia, Malàisia, les Filipines, Tailàndia i el Vietnam. Els seus hàbitats naturals són els rierols ràpids, les zones agrícoles i els boscos secundaris. Es desconeix si hi ha cap amenaça significativa per a la supervivència d'aquesta espècie.